# Szwałk Wielki
Jezioro Szwałk Wielki (Szwiałk, niem. Grosser Schwalg See), jezioro położone w pobliżu wsi Szwałk w województwie warmińsko-mazurskim, w powiecie oleckim, w gminie Kowale Oleckie, na północ od jeziora Jezioro Łaźno.
W pobliżu znajdują się następujące obiekty geograficzne:
- pagórek na południowo-zachodnim brzegu jeziora zwany był dawniej Apostolska Góra (Apostoł Berg).
- Z kolei most na strumyku, który łączy jezioro Szwałk Wielki z jeziorem Piłwąg zwany był Biały Mostek (Weisse Brücke).
- Czarna Struga (Schwalg Fluss, Schwarzer Fluss), strumyk wpadający do jeziora Szwałk Wielki, płynie obok osady Czerwony Dwór.
- bagno Derej (Derey Bruch, Derei Bruch), położone na północny wschód od jeziora Szwałk Wielki.
- staw Derej (Derey Teich, Derei Teich), staw o powierzchni około 6,0 ha, położony w lesie, na północny wschód od jeziora Szwałk Wielki.